# Terény
Terény é um município da Hungria, situado no condado de Nógrád. Tem 24,35 km² de área e sua população em 2015 foi estimada em 367 habitantes.